# AC - Ao Vivo
#AC: (Ao Vivo) é o quinto álbum ao vivo da cantora brasileira Ana Carolina, gravado em 25 de outubro de 2014 no Citibank Hall, São Paulo, e lançado em 31 de março de 2015 pela Sony Music.

## Singles
O primeiro single do álbum foi a canção "Coração Selvagem", escrita por Belchior, lançada nas rádios no dia 9 de março de 2015. Na mesma data foi lançado o videoclipe ao vivo no canal da Vevo.

## Faixas
| Edição padrão |                                                 |         |  |
| N.º           | Título                                          | Duração |  |
| 1.            | "Pole Dance"                                    | 5:16    |  |
| 2.            | "Bang Bang 2"                                   | 3:24    |  |
| 3.            | "Esperta / Você Não Sabe / Cantinho"            | 4:02    |  |
| 4.            | "Fire"                                          | 3:59    |  |
| 5.            | "Libido / Eu Comi a Madona"                     | 4:59    |  |
| 6.            | "Nua / Pra Rua Me Levar / Uma Louca Tempestade" | 7:07    |  |
| 7.            | "Combustível"                                   | 2:43    |  |
| 8.            | "Un Sueño Bajo el Água"                         | 2:55    |  |
| 9.            | "Dez Minutos"                                   | 3:02    |  |
| 10.           | "Mais Forte"                                    | 3:32    |  |
| 11.           | "Coração Selvagem"                              | 4:26    |  |
| 12.           | "Coisas" (estúdio)                              | 4:08    |  |
| 13.           | "Sangrando" (estúdio)                           | 2:51    |  |
| 14.           | "Esperta" (estúdio)                             | 2:13    |  |

| Edição em CD duplo (disco 1) |                                                 |         |  |
| N.º                          | Título                                          | Duração |  |
| 1.                           | "Pole Dance"                                    | 5:16    |  |
| 2.                           | "Bang Bang 2"                                   | 3:24    |  |
| 3.                           | "Esperta / Você Não Sabe / Cantinho"            | 4:02    |  |
| 4.                           | "Fire"                                          | 3:59    |  |
| 5.                           | "Libido / Eu Comi a Madona"                     | 4:59    |  |
| 6.                           | "Nua / Pra Rua Me Levar / Uma Louca Tempestade" | 7:07    |  |
| 7.                           | "Combustível"                                   | 2:43    |  |
| 8.                           | "Un Sueño Bajo el Água"                         | 2:55    |  |
| 9.                           | "Dez Minutos"                                   | 3:02    |  |
| 10.                          | "Mais Forte"                                    | 3:32    |  |
| 11.                          | "Coração Selvagem"                              | 4:26    |  |
| 12.                          | "Eu Sei Que Vou Te Amar"                        | 3:10    |  |

| Edição em CD duplo (disco 2) |                                                            |         |  |
| N.º                          | Título                                                     | Duração |  |
| 1.                           | "Problemas / Quem de Nós Dois (La Mia Storia Tra Le Dita)" | 4:24    |  |
| 2.                           | "Resposta da Rita" (feat. Chico Buarque)                   | 3:08    |  |
| 3.                           | "Piriguete / Você Não Vale Nada"                           | 2:33    |  |
| 4.                           | "Pelo iPhone"                                              | 2:51    |  |
| 5.                           | "Cabide"                                                   | 1:55    |  |
| 6.                           | "Rosas"                                                    | 2:40    |  |
| 7.                           | "Garganta"                                                 | 3:35    |  |
| 8.                           | "Elevador (Livro de Esquecimento)"                         | 3:51    |  |
| 9.                           | "É Isso Aí (The Blower's Daughter)"                        | 4:25    |  |
| 10.                          | "Coisas" (estúdio)                                         | 4:08    |  |
| 11.                          | "Sangrando" (estúdio)                                      | 2:51    |  |
| 12.                          | "Esperta" (estúdio)                                        | 2:13    |  |

| DVD |                                                            | |         |  |
| N.º | Título                                                     | Compositor(es)                                                                                         | Duração |  |
| 1.  | "Pole Dance"                                               | Ana e Edu Krieger                                                                                      |         |  |
| 2.  | "Bang Bang 2"                                              | Ana e R. Pitta                                                                                         |         |  |
| 3.  | "Esperta / Você Não Sabe / Cantinho"                       | Ana, Chiara Civello e Edu Krieger / Antonio Villeroy / Ana e Gastão Villeroy                           |         |  |
| 4.  | "Fire"                                                     | Bruce Springsteen                                                                                      |         |  |
| 5.  | "Libido / Eu Comi a Madona"                                | Ana e Edu Krieger / Ana Carolina, Antonio Villeroy, Mano Melo e Alvin L.                               |         |  |
| 6.  | "Nua / Pra Rua Me Levar / Uma Louca Tempestade"            | Ana e Vitor Ramil / Ana e Antonio Villetoy / Antonio Villeroy e Bebeto Alves                           |         |  |
| 7.  | "Combustível"                                              | Ana e Edu Krieger                                                                                      |         |  |
| 8.  | "Un Sueño Bajo el Água"                                    | Ana e Chiara Civello                                                                                   |         |  |
| 9.  | "Dez Minutos"                                              | Ana e Chiara Civello                                                                                   |         |  |
| 10. | "Mais Forte"                                               | Ana, Chiara Civello e Tony Bungaro                                                                     |         |  |
| 11. | "Coração Selvagem"                                         | Belchior                                                                                               |         |  |
| 12. | "Eu Sei Que Vou Te Amar"                                   | Tom Jobim e Vinícius de Moraes                                                                         |         |  |
| 13. | "Problemas / Quem de Nós Dois (La Mia Storia Tra Le Dita)" | Ana, Dudu Falcão e Chiara Civello / Gianluca Grignani e Massimo de Luca (versão por Ana e Dudu Falcão) |         |  |
| 14. | "Pandeirada"                                               | Ana, Mikael Mutti, Leonardo Reis e Edu Krieger                                                         |         |  |
| 15. | "Resposta da Rita" (feat. Chico Buarque (citação: A Rita)) | Ana e Edu Krieger / Chico Buarque                                                                      |         |  |
| 16. | "Piriguete / Você Não Vale Nada"                           | MC Papo / Dorgival Dantas                                                                              |         |  |
| 17. | "Pelo iPhone"                                              | Ana e Antonio Villeroy                                                                                 |         |  |
| 18. | "Cabide"                                                   | Ana |         |  |
| 19. | "Rosas"                                                    | Antonio Villeroy                                                                                       |         |  |
| 20. | "Garganta"                                                 | Antonio Villeroy                                                                                       |         |  |
| 21. | "Elevador (Livro de Esquecimento)"                         | Ana |         |  |

| DVD (videoclipes) |                         |                                   |         |  |
| N.º               | Título                  | Compositor(es)                    | Duração |  |
| 22.               | "Pole Dance"            | Ana e Edu Krieger                 |         |  |
| 23.               | "Libido"                | Ana e Edu Krieger                 |         |  |
| 24.               | "Resposta da Rita"      | Ana e Edu Krieger / Chico Buarque |         |  |
| 25.               | "Combustível"           | Ana e Edu Krieger                 |         |  |
| 26.               | "Leveza de Valsa"       | Ana e Guinga                      |         |  |
| 27.               | "Un Sueño Bajo el Água" | Ana e Chiara Civello              |         |  |

## Desempenho nas paradas
| Paradas (2015)               | Melhor posição |
| ---------------------------- | -------------- |
| Brasil (TOP 20 Semanal ABPD) | 6              |